# コロンボ会議
コロンボ会議（コロンボかいぎ、Colombo Conference）は、1954年にセイロン（現・スリランカ）のコロンボで開催された国際会議。この会議に参加した5国は「コロンボ・グループ」を結成、翌1955年のアジア・アフリカ会議（バンドン会議）の開催に尽力した。

## 背景
第二次世界大戦後、それまで植民地支配を受けていた東南アジア、南アジアの国々が独立を果たした。
しかし、その過程ではインドネシア（インドネシア独立戦争）のように宗主国との戦争を伴う場合もあり、またベトナムのように、宗主国の思惑と冷戦構造の波及からインドシナ戦争へと至る場合もあった。1954年にディエンビエンフーの戦いでフランス軍が大敗したことで第一次インドシナ戦争は終結へと向かうが、その停戦交渉は大国主導のジュネーヴ会議で進められ、アジア新興国家群に発言の余地はなかった。
こうした状況に反発した東南アジア・南アジア諸国は結束し、インド、セイロン、インドネシア、パキスタン、ビルマによって独自の会議を開催することになった。

## 内容
1954年4月28日から5月2日まで、セイロンのコロンボで開催された。この会談において、以下のような内容が示された。
- 第一次インドシナ戦争の早期停止
- ベトナム、カンボジア、ラオスの完全独立を支持
- 植民地主義の反対、大国による政治干渉の排除
- 中華人民共和国の承認（当時、国際連合は承認せず）
- モロッコ、チュニジアの独立を支持
- 原爆・水爆の禁止

この会議は、戦後独立した新興国による会談のさきがけとなるものであり、ジュネーヴでの休戦交渉に与えた影響も大きかった。この会談後、5国は「コロンボ・グループ」を結成、インドネシアのアリ・サストロアミジョヨ首相が、バンドン会議の開催を提唱した。